# Neltnerita
La neltnerita es un mineral de la clase de los silicatos, que pertenece al grupo de la braunita. Recibe su nombre en honor a Louis Neltner (1903 - 1985), director de la École nationale supérieure des mines de Saint-Étienne, pionero en el estudio de los depósitos minerales del Alto Atlas marroquí.

## Características químicas
La neltnerita es un silicato de fórmula química CaMn63+(SiO4)O8. Cristaliza en el Sistema tetragonal, raramente forma cristales dipiramidals, de hasta 1 mm. Es el mineral análogo, con calcio, de la braunita. Es de color negro y su dureza en la escala de Mohs es 6.
Según la clasificación de Nickel-Strunz, la natrotitanita pertenece a "09.AG: Estructuras de nesosilicatos (tetraedros aislados) con aniones adicionales; cationes en coordinación> [6] +- [6]" junto con los siguientes minerales: abswurmbachita, braunita, natrotitanita, braunita-II, langbanita, malayaita, titanita, vanadomalayaita, cerita-(Ce), cerita-(La), aluminocerita-(Ce), trimounsita-(Y), yftisita-(Y), sitinakita, kittatinnyita, natisita , paranatisita, tornebohmita-(Ce), tornebohmita-(La), kuliokita-(y), chantalita, mozartita, vuagnatita, hatrurita, jasmundita, afwillita, bultfonteinita, zoltaiita y tranquillityita.

## Formación y yacimientos
Fue descubierta en 1979 en la mina Tachgagalt, provincia de Uarzazat, Sus-Masa-Draa, en Marruecos, también ha sido encontrada en Copper Harbor, Condado de Keweenaw, Michigan y en el Distrito Warren, Condado de Cochise, Arizona, en Estados Unidos; en la mina Arschitza, Iacobeni, Suceava, Rumania; y en Hotazel, Cabo Septentrional, en Sudáfrica.
Puede encontrarse asociada con otros minerales como la braunita, marokita y la crednerita.